# Venezia, la luna e Silvestro
Venezia, la luna e Silvestro (A Pizza Tweety Pie) è un cortometraggio Looney Tunes uscito nel 1958, diretto da Hawley Pratt e scritto da Warren Foster. Il corto è ambientato a Venezia.
Il titolo italiano è un riferimento al film di Dino Risi Venezia, la luna e tu (1958).

## Trama
Titti  e la Nonna arrivano a Venezia. Qui Silvestro cerca in ogni modo di acchiappare il canarino, ma ogni volta fallisce miseramente. Viene infine sconfitto quando, con un inganno, riceve dalla Nonna una martellata in testa.

## Distribuzione

### Edizione italiana
Esistono tre doppiaggi italiani per il corto. Esso fu distribuito nelle sale in lingua originale il 22 dicembre 1960, e poi doppiato in italiano nel 1973 dalla Dear International negli anni sessanta e settanta per la proiezione all'interno del programma cinematografico Silvestro, gatto maldestro con il titolo Venezia, la luna e Silvestro. Il secondo doppiaggio fu effettuato negli anni ottanta con il titolo Silvestro e Titti a Venezia per la TV dalla Effe Elle Due e infine nel 2003 è stato effettuato un nuovo doppiaggio dalla Time Out Cin.Ca. Da allora in poi è sempre usato il terzo doppiaggio.

## Edizioni Home Video

### DVD
Il corto è incluso nei DVD con il terzo doppiaggio.